# Steenweg (Utrecht)
De Steenweg is een straat in de binnenstad van de Nederlandse stad Utrecht die in de middeleeuwen is ontstaan. Anno 2015 is de Steenweg een drukbezochte winkelstraat.
Destijds was deze straat de eerste verharde weg in Utrecht na de Romeinen. Ter onderscheid van de reeds uit de Romeinse tijd daterende Zadelstraat die toen Steenweg heette, werd de huidige Steenweg Nieuwe Steenweg genoemd. De huidige Steenweg bevond zich in het hart van de middeleeuwse handelswijk Stathe. Uit die periode dateert de in deze straat gelegen Buurkerk, waar sinds 1984 het Museum Speelklok is gehuisvest.
Vermoedelijk loopt de Steenweg evenwijdig aan de voormalige loop van de Rijn door de binnenstad. Het deel van de Rijn ter hoogte van de Steenweg werd volgens die vermoedens tussen de Stadhuisbrug en de Bakkerbrug omgevormd tot de huidige Oudegracht. De lintbebouwing van huizen aan het water stond destijds verder landinwaarts en wel langs de Steenweg. Met het onder meer ophogen van de oever en het bouwen van nieuwe huizen op het opgehoogde achterperceel met daarvoor gelegen de werfkelders en werf, grenzen de panden aan de noordzijde van de Steenweg niet meer aan het water. Een aantal steegjes van de Steenweg naar de Oudegracht dateert nog uit de tijd van Stathe toen de paadjes nog tussen de percelen naar de glooiende wateroever liepen. Rond 1200 was het oostelijk deel van de Steenweg marktgebied. Omstreeks 1400 was dat gebied uitgebreider met in 1427 de regulering dat boter, kaas en eieren uitsluitend nog in de Steenweg verhandeld mochten worden. Een voorloper van het Utrechtse stadhuis, het Schoonhuis, was aan de Steenweg/Massegast gevestigd. Tussen de Steenweg en de Oudegracht lag in vroegere eeuwen een buurtje dat bekendstond als de Snippenvlucht.